# Carterica mucronata
Carterica mucronata là một loài bọ cánh cứng trong họ Cerambycidae.